# EMC 511–512
A EMC 511–512 egy B-B tengelyelrendezésű áramvonalas dízelmozdony-sorozat volt, melyet az amerikai General Motors Electro-Motive Division gyártott. Az 1342 kW  teljesítményű mozdonyból összesen két darabot gyártottak 1935-ben.

## Története
Az 511-es és 512-es számú két EMC bemutatójárművet 1935 augusztusában építették, hogy a potenciális vásárlók számára bemutassák a személyszállító dízelüzemű mozdonyok jövőjét. A dobozszerű karosszéria nem az volt, amit az EMC eladni szándékozott, de így könnyebben demonstrálhatták az erőforrásokat és a vontatási kapacitást, amelyeken a későbbi E-egységeknél nem változtattak.
A mozdonyokat együtt és külön-külön is bemutatták; az utóbbit rövidebb vonatokon, helyi és kevésbé forgalmas járatokon, az előbbit pedig a nagyobb gőzmozdonyok helyettesítésére a nehezebb vonatokon. Ezek az egységek úttörő szerepet játszottak a több egységből álló, gyorsan csatlakoztatható és szétkapcsolható összeköttetések terén, lehetővé téve, hogy az egységeket (egyetlen személyzet által működtetett) nagyobb teljesítményű kombinációkba lehessen "összefogni", és hogy a meghibásodott egységeket könnyedén le lehessen cserélni új egységekre.
Az ezüstszínűre festett EMC 512-es számú mozdonyt az ATSF 1-es mozdonypár vezetőfülke/erősítő párosához adták, hogy segítsen az áramvonalas, a Budd Company által épített Super Chief első menetrend szerinti vonatának 1937. május 18-án történő vontatásában, miután a vonathoz épített EMC E1-es 2/2A párosnak néhány nappal korábban egy rekordot döntő bemutatófutáson kiégett néhány vontatómotorja.
1938-ban, miután a két bemutatómozdony elhasználódott, selejtezték őket. A forgóvázakat és néhány más alkatrészt a Missouri Pacific Railroad számára épített két EMC NW4 tolatómozdonyhoz használták fel.